# Spijkertijd
Spijkertijd was een satirisch programma, gepresenteerd door Jack Spijkerman, dat aanvankelijk tussen 1993 en 1995 door de VARA werd uitgezonden.
Dit satirisch programma werd vanuit Het Werkteater in Amsterdam door Jack Spijkerman gepresenteerd. Hij ging hier op zoek naar 'typische types' in de samenleving, zoals 'De Doos' of 'Het Zwarte Schaap'. Verder waren er straatinterviews te zien en gesprekken met personen op locatie over de kenmerken van een bepaald type.
In 1999 haalde Spijkerman de titel 'Spijkertijd' opnieuw van stal, maar werd er van een ander format gebruik gemaakt. Hierbij werd het hamertje tik-spel uit Kopspijkers uitgebouwd tot avondvullend programma.